# Neuroleon (Neuroleon) tristichus
Neuroleon (Neuroleon) tristichus is een insect uit de familie van de mierenleeuwen (Myrmeleontidae), die tot de orde netvleugeligen (Neuroptera) behoort. 
Neuroleon (Neuroleon) tristichus is voor het eerst wetenschappelijk beschreven door Navás in 1914.